# Florian Russi
Florian Russi (bürgerlich Rudolf Dadder, * 13. Oktober 1941 in Saarlouis) ist ein deutscher Buchautor.
Russi/Dadder ist das jüngere von zwei Kindern des Studienrates Ernst Dadder (* 4. Februar 1897 in Mayen, † 13. Januar 1968 in Saarlouis), der am humanistischen Gymnasium in Saarlouis (heute Gymnasium am Stadtgarten) die Fächer Musik und Erdkunde unterrichtete. Russi besuchte das Jesuitenkolleg Stella Matutina in Feldkirch und legte dort im Jahr 1960 das Abitur ab. Während seines Studiums der Fächer Jura, Volkswirtschaft, Philosophie und Kommunikationswissenschaften in Saarbrücken, Wien, Freiburg im Breisgau und Bonn begann er, sich schriftstellerisch zu betätigen. Er war zunächst Richter am Landgericht Saarbrücken, später Bildungsreferent und Dozent in Bonn, dann Rechtsanwalt in Frankfurt am Main. Nebenberuflich war er als Dozent an der Fachhochschule für Sozialwesen in Saarbrücken und der Krankenpflegeschule am Kreiskrankenhaus Merzig tätig. Sein erstes Buch wurde im Jahr 2004 in Weimar veröffentlicht. Florian Russi ist seit 1971 mit der Diplom-Psychologin Rita Dadder  verheiratet und lebt aktuell in Bad Berka. Als Vorstandsvorsitzender eines Unternehmens veröffentlicht er seine Bücher unter Pseudonym. Seit 2018 gibt er im Mitteldeutschen Verlag die Reihe „Philosophie für unterwegs“ heraus.
Florian Russi wurde 2021 mit dem Bundesverdienstkreuz am Bande ausgezeichnet.

## Werke
- Der Drachenprinz. Bertuch Verlag, Weimar 2004, ISBN 3-937601-08-2.
- Im Zeichen der Trauer – Tröstungen für Hinterbliebene. Bertuch Verlag, Weimar 2005, ISBN 3-937601-27-9.
- Reden wir von der Liebe. Bertuch Verlag, Weimar 2007, ISBN 978-3-937601-40-3.
- Papier gegen Kälte. Bertuch Verlag, Weimar 2008, ISBN 978-3-937601-47-2.
- Über Werte und Tugenden: Undogmatische Betrachtungen. Bertuch Verlag, Weimar 2009, ISBN 978-3-937601-54-0.
- Alids Traum, 12 Einhorn-Geschichten. Bertuch Verlag, Weimar 2011, ISBN 978-3-937601-89-2.
- Der Bettnässer. Bertuch Verlag, Weimar 2012, ISBN 978-3-937601-99-1.
- Erbsensoldaten: Von Zwergen, Zauberern und Krabat – Märchen und Sagen aus der Lausitz. Bertuch Verlag, Weimar 2013, ISBN 978-3-86397-002-4.
- Der verliebte Schwan. Mitteldeutscher Verlag, 2016, ISBN 978-3-95462-708-0.
- Die Irrfahrten des Herrn Müller II. Mitteldeutscher Verlag, 2017, ISBN 978-3-95462-911-4.
- Epikur. Der Philosoph der Freude (= Philosophie für unterwegs, Band 1). Mitteldeutscher Verlag, 2018, ISBN 978-3-95462-873-5.
- Machiavelli. Philosoph der Regierungskunst (= Philosophie für unterwegs, Band 3). Mitteldeutscher Verlag, 2018, ISBN 978-3-96311-035-1.
- Der Ruf nach Brüderlichkeit. Bertuch Verlag, Weimar 2019, ISBN 978-3-86397-105-2.
- mit Rita Dadder: Saarbrücken: die 99 besonderen Seiten der Stadt. Mitteldeutscher Verlag, Halle 2019, ISBN 978-3-96311-040-5.
- Symbolon – Europas Kinder auf Reisen. Mitteldeutscher Verlag, Halle 2019, ISBN 978-3-96311-215-7.
- Fabula madrasa – Das schwarze Kamel und andere wundersame Geschichten aus dem Orient. Mitteldeutscher Verlag, Halle 2019, ISBN 978-3-96311-183-9
- Karl Popper. Der kritische Rationalist. Mitteldeutscher Verlag (= Philosophie für unterwegs, Band 5). Mitteldeutscher Verlag, 2. Aufl., Halle 2023, ISBN 978-3-96311-871-5.
- Jesus. Meister des Wortes (= Philosophie für unterwegs, Band 8). Mitteldeutscher Verlag, Halle 2021, ISBN 978-3-96311-457-1.
- Albert Camus.  Philosoph des Absurden (= Philosophie für unterwegs, Band 11). Mitteldeutscher Verlag, Halle 2022, ISBN 978-3-96311-610-0.
- Der Priester von Bages. Mitteldeutscher Verlag, Halle 2022, ISBN 978-3-96311-480-9.